# Kings of the Beach
Kings of the Beach è un videogioco sportivo sul beach volley pubblicato dalla Electronic Arts nel 1988 per MS-DOS, nel 1989 per Commodore 64 e nel 1990 per Nintendo Entertainment System. 

## Modalità di gioco
Il giocatore può giocare come Sinjin Smith o Randy Stoklos, due campioni statunitensi realmente esistenti che a quel tempo erano una delle più forti coppie del beach volley. In giocatore singolo il compagno di squadra è controllato dal computer, mentre in multigiocatore due giocatori possono fare coppia nella stessa squadra oppure giocare in competizione, con un compagno computerizzato per ciascuno.
Il gioco presenta tre modalità: practice (pratica di schiacciata, palleggio o ricezione), match play (partita singola) e tournament (torneo). In quest'ultima si procede per cinque spiagge (San Diego, Chicago, Waikiki, Rio de Janeiro e Sydney) giocando tre partite da un set in ciascuna, contro avversari sempre più forti. Quando si passa un livello, viene data una password che permette di riprendere il gioco da quella città.
Altri giocatori reali presenti nel gioco sono Ron Von Hagen, Tim Hovland e Mike Dodd, ma EA ha inserito anche personaggi provenienti da altri suoi giochi, come Hard Hat Mack (protagonista dell'omonimo gioco) e Lester da Skate or Die! e Ski or Die, inoltre è presente Arnie, omaggio ad Arnold Schwarzenegger.
Il campo è mostrato con visuale in prospettiva 2,5D dal lato più lungo e i giocatori possono muoversi in tutte le direzioni ed effettuare le classiche azioni di tale sport: battuta da fermo o al salto, bagher, palleggio, schiacciata, muro.
Nella versione PC giocando con la tastiera si dispone di tre tasti specifici per bagher, palleggio e schiacciata/muro, mentre nella versione console i pulsanti per le azioni sono ridotti a due e su Commodore a uno solo. 
I tuffi per prendere una palla lunga sono automatici. Le uniche mosse "avanzate" sono l'abilità di fintare un palleggio per poi buttare la palla dall'altra parte, oppure di fare un muro a una mano (muro "Kong", specialità di Stoklos).
L'assegnazione dei punti avviene col cambio palla, ma vince chi ottiene 15 punti. Si può anche protestare contro l'arbitro, che può occasionalmente restituire al giocatore il punto; se però l'arbitro respinge la protesta si riceve un'ammonizione e la seconda volta un cartellino rosso con perdita di un punto.